# Хиперхолестеролемија
Хиперхолестеролемија (позната и као дислипидемија) је висок ниво холестерола у крви. Представља облик "хиперлипидемије" (повишеног нивоа липида у крви) и "хиперлипопротеинемије" (повишеног нивоа липопротеина у крви).
Холестерол је стерол, који је једна од три главне класе липида које све животињске ћелије користе за изградњу својих мембрана, тако да га производе све животињске ћелије. Биљне ћелије не производе холестерол. Такође је прекурсор стероидних хормона, жучних киселина и витамина Д.
Пошто холестерол није растворљив у води, он се транспортује крвном плазмом уграђеномм у протеинима (липопротеинима). Липопротеини су класификовани на основу њихове густине: липопротеини веома ниске густине (ВЛДЛ), липопротеини ниске густине (ЛДЛ), липопротеине средње густине (ИДЛ) и липопротеине високе густине (ХДЛ). Сви липопротеини садрже холестерол, али повишени нивои липопротеина са изузетком ХДЛ, а посебно повишени нивои ЛДЛ, повезани су са повећаним ризиком од атеросклерозе и коронарне болести срца. Насупрот томе, виши нивои ХДЛ холестерола су заштитни. Повишени нивои не-ХДЛ и ЛДЛ холестерола могу бити резултат исхране, гојазности, наследних (генетских) болести (као што су мутације ЛДЛ рецептора у породичној хиперхолестеролемији) или других болести као што су дијабетес и хипоактивна штитна жлезда.
За смањење укупног холестерола и ЛДЛ холестерола код одраслих, препоручује се смањење уноса засићених масти храном. Код људи са веома високим нивоом холестерола (нпр. породична хиперхолестеролемија), исхрана обично није довољна за смањење холестерола и укупне масти. У овим случајевима често су потребни лекови који смањују производњу и апсорпцију холестерола. Ако је потребно, спроводе се и друге терапијске интервенције, као што су ЛДЛ афереза или хируршке процедуре.

## Знаци и симптоми
Иако је хиперхолестеролемија сама по себи асимптоматска, дуготрајно повишен холестерол у крви може довести до атеросклерозе. Током година, хронично повишен холестерол може допринети образовању атероматозне плоче у артеријама. То доводи до прогресивне стенозе (сужавања) или чак потпуне оклузије (блокирања) захваћених артерија. Мањи плакови могу да пукну, што доводи до стварања крвног угрушка који може отежати проток крви. Изненадна блокада коронарне артерије доводи до инфаркта миокарда (срчаног удара). Блокада артерије која испуњава мозак крвљу доводи до можданог удара. Ако се стеноза или оклузија развијају постепено, проток крви у ткива и органе се смањује док се функција органа не наруши. При томе исхемија ткива (поремећај снабдевања крвљу) може се манифестовати специфичним симптомима. На пример, привремена исхемија мозга позната као пролазни исхемијски напад, може се манифестовати привременим губитком вида, вртоглавицом и поремећајем равнотеже, афазије (отежаног говора), парезе (слабости) и парестезије (дрхтања), обично на једној страни тела. Недовољно снабдевање срца крвљу може се манифестовати болом у грудима, а исхемија ока може се манифестовати краткотрајним слепилом на једном или оба ока. Недовољан проток крви до ногу се манифестује болом у листовима током ходања, док се исхемија црева манифестује боловима у стомаку током оброка.